# 異邦人 無皇刃譚
《異邦人 無皇刃譚》為安藤真裕執導、動畫公司BONES所推出的原創動畫電影。
2007年，安藤真裕首部執導的動畫作品《異邦人 無皇刃譚》為BONES公司繼醞釀四年的劇場版動畫，力邀了日本知名動畫社參與，凝聚最強製作陣容面向全世界呈上，面對多位知名動畫工作人員共同參事。
|            | 感謝此次能和日本最高的製作組同仁一起工作，實在是太棒了。 |
| ——安藤真裕 |                                                          |

根據《好萊塢記者報》的報導，第81屆「奧斯卡金像獎」長篇最佳動畫賞分別由押井守監督的《空中殺手》和安藤真裕監督的《異邦人 無皇刃譚》兩部劇場版動畫獲得初選，不過兩部最後並沒有被提名，此外獲得第11屆「Future Film Festival」（意大利未來電影節）審査員特別賞的受獎、「Asia Pacific Screen Awards」（亞太電影獎）第02屆提名了最佳長篇動畫賞。

## 登場人物
無名氏（CV：長瀨智也）
出生、年齡、性格都不詳的浪人。劍術一流，但不知何故用東西拴住了劍似乎是有意阻止自己拔刀的樣子。與仔太郎相遇後受僱做仔太郎的保鏢開始了新的旅程。
過去是人稱「赤鬼」的劍士，但對於在戰爭中殺害無辜之人感到愧疚，在此之後則封刀浪跡天涯，直到為了營救仔太郎，才讓他下定決心再度解開刀的封印。
與羅狼決一死戰時，成功殺死羅狼。
仔太郎（CV：知念侑李）
无依无靠，亡命天涯的孤独少年。被从遥远大明國渡海而来的神秘武装集团追杀。帶著愛犬飛丸以萬覺寺為目標開始了流浪旅行。自身蘊含著不為人知的秘密。
飛丸
羅狼（CV：山寺宏一）
白鸞率領的武裝集團最強的劍士。貌似出生于西方，是個金發碧眼的男人。對于此次追捕仔太郎一事完全不感興趣，只想找尋能交手的劍客。
在一次巧遇時故意出手挑釁無名氏，欲與之交手，但卻因無名氏不願拔刀而不了了之。在故事終盤再度和無名氏正面交鋒，被無名氏刺中要害，在了卻與強者交鋒的心願後含笑而逝。
白鸞（CV：伊井篤史，中文對白配音：王國慶）
風午（CV：野島裕史，中文對白配音：張沫）
水辰（CV：福原耕平）
金亥（CV：石塚運昇）
土巳（中文對白配音：陶力）
木酉（CV：皆川純子，中文對白配音：宋湘平）
木卯（CV：水澤史繪，中文對白配音：王春）
月申（CV：相澤正輝，中文對白配音：薄宏）
火丑（CV：寶龜克壽）
祥庵（CV：竹中直人）
曾經帮助過仔太郎的僧人。
虎杖將監（CV：大塚明夫）
過去無名氏的同僚，一樣為浪人出身但因見解不合而分道揚鑣。
領主（CV：石塚運昇）
戌 重郎太（CV：宮野真守）
萩姫（CV：坂本真綾）

## 工作人員
- 原作：BONES
- 監督：安藤真裕
- 腳本：高山文彥
- 人物設計：齋藤恆德
- 作畫監督：伊藤嘉之
- 美術設計：竹內志保
- 美術監督：森川 篤
- 色彩設計：中山しほ子
- 撮影監督：宮原洋平
- 音樂：佐藤直紀
- 音響監督：若林和弘
- 出品人：南 雅彥
- 動畫製作：BONES
- 製作："異邦人"製作委員會
- 配給：松竹

## 外部連結
- 無皇刃譚日文官方網站 （页面存档备份，存于）